# Ekpe Udoh
Ekpedeme Friday Udoh, mais conhecido como Ekpe Udoh (Edmond, 20 de maio de 1987), é um técnico de basquete profissional nigeriano-americano e ex-jogador que é assistente técnico do Atlanta Hawks.
Ele jogou basquete universitário em Michigan e Baylor, ele foi selecionado pelo Golden State Warriors com a 6° escolha geral no Draft da NBA de 2010. Além dos Warriors, ele jogou pelo Milwaukee Bucks, Los Angeles Clippers e Utah Jazz da NBA e no Bnei Herzliya da Liga Grega e no Fenerbahçe da Liga Turca.

## Carreira na faculdade
Udoh jogou três temporadas de basquete universitário, duas em Michigan e uma em Baylor, tendo médias de 8,4 pontos, 6,3 rebotes, 1,5 assistências e 2,8 bloqueios por jogo em 103 jogos.
Em 13 de abril de 2010, ele se declarou o Draft da NBA de 2010, precedendo seu último ano de elegibilidade para a faculdade.

## Carreira profissional
Udoh foi selecionado pelo Golden State Warriors com a 6° escolha geral no Draft de 2010. Por causa de uma lesão no pulso, Udoh não estreou na NBA até 11 de dezembro de 2010 contra o Miami Heat nos três minutos finais do jogo, marcando dois pontos.
Em 21 de novembro de 2011, Udoh assinou com o Bnei Herzliya de Israel pelo período de greve da NBA. Em dezembro de 2011, ele voltou aos Warriors depois de jogar apenas um jogo pelo Bnei, onde marcou 22 pontos, 16 rebotes, 3 assistências e 4 bloqueios.
Em 13 de março de 2012, Udoh, juntamente com Monta Ellis e Kwame Brown, foi negociado com o Milwaukee Bucks em troca de Andrew Bogut e Stephen Jackson.
Em 3 de setembro de 2014, Udoh assinou com o Los Angeles Clippers. Ao longo da temporada, ele jogou em 33 jogos, falhando em garantir maior tempo de jogo e um papel maior papel.
Em 28 de julho de 2015, Udoh assinou um contrato de um ano com o clube turco Fenerbahçe. Em sua primeira temporada com a equipe, Udoh foi um dos líderes da equipe que venceu a Copa da Turquia e Liga Turca e chegou á final do Final Four da Euroliga de 2016, mas não conseguiu vencer o título, sendo derrotado por 96-101 para o CSKA Moscou. Em 27 jogos na EuroLeague, ele teve uma média de 12,6 pontos e 5,1 rebotes por jogo.
Em 11 de julho de 2016, Udoh renovou seu contrato com o Fenerbahçe. Na temporada de 2016-17, Udoh venceu o título da EuroLeague com o Fenerbahçe, sendo nomeado MVP do Final Four. Em 14 de julho de 2017, ele se separou do Fenerbahçe para retornar à NBA.
Em 21 de julho de 2017, Udoh assinou com o Utah Jazz.

## Estatísticas na NBA

### NBA

#### Temporada regular
| Year     | Team          | GP  | GS | MPG  | FG%  | 3P%  | FT%  | RPG | APG | SPG | BPG | PPG |
| -------- | ------------- | --- | -- | ---- | ---- | ---- | ---- | --- | --- | --- | --- | --- |
| 2010–11  | Golden State  | 58  | 18 | 17.8 | .437 | —    | .656 | 3.1 | .7  | .4  | 1.5 | 4.1 |
| 2011–12  | Golden State  | 38  | 6  | 21.8 | .443 | —    | .719 | 3.9 | .8  | .7  | 1.7 | 5.5 |
| 2011–12  | Milwaukee     | 23  | 5  | 20.1 | .409 | .000 | .800 | 4.7 | 1.1 | .7  | 1.6 | 5.7 |
| 2012–13  | Milwaukee     | 76  | 9  | 17.3 | .435 | .000 | .748 | 3.3 | .6  | .5  | 1.1 | 4.3 |
| 2013–14  | Milwaukee     | 42  | 14 | 19.1 | .399 | —    | .638 | 3.5 | .7  | .4  | 1.0 | 3.4 |
| 2014–15  | L.A. Clippers | 33  | 0  | 3.9  | .458 | —    | .778 | .8  | .2  | .2  | .2  | .9  |
| 2017–18  | Utah          | 63  | 3  | 12.9 | .500 | .000 | .750 | 2.4 | .8  | .7  | 1.2 | 2.6 |
| 2018–19  | Utah          | 51  | 1  | 6.3  | .694 | —    | .633 | 1.8 | .5  | .2  | .6  | 2.3 |
| Carreira | Carreira      | 384 | 56 | 14.8 | .453 | .000 | .718 | 2.9 | .7  | .5  | 1.1 | 3.5 |

#### Playoffs
| Year     | Team          | GP | GS | MPG  | FG%   | 3P% | FT%  | RPG | APG | SPG | BPG | PPG |
| -------- | ------------- | -- | -- | ---- | ----- | --- | ---- | --- | --- | --- | --- | --- |
| 2013     | Milwaukee     | 4  | 0  | 13.5 | .444  | -   | -    | 1.5 | .3  | .5  | .5  | 2.0 |
| 2015     | L.A. Clippers | 4  | 0  | 3.0  | .333  | -   | -    | .8  | .0  | .0  | .0  | .5  |
| 2018     | Utah          | 6  | 0  | 3.5  | 1.000 | -   | .000 | .5  | .0  | .0  | .3  | .3  |
| 2019     | Utah          | 2  | 0  | 3.1  | .000  | -   | -    | .0  | .0  | .0  | .0  | .0  |
| Carreira | Carreira      | 16 | 0  | 5.8  | .429  | -   | .000 | .8  | .1  | .1  | .3  | .8  |

Fonte:

## Prêmios e homenagens
- Campeão da EuroLeague (2017)
- MVP do Final Four da EuroLeague (2017)
- Primeira-Equipe da EuroLeague (2017)
- Segunda-Equipe da EuroLeague (2016)
- 2× Campeão da Liga Turca (2016, 2017)
- Campeão da Copa da Turquia (2016)
- Campeão da Eurocopa (2022)
- Campeão da Supercopa Italiana (2021)